# Carl Ferdinand Zimmermann

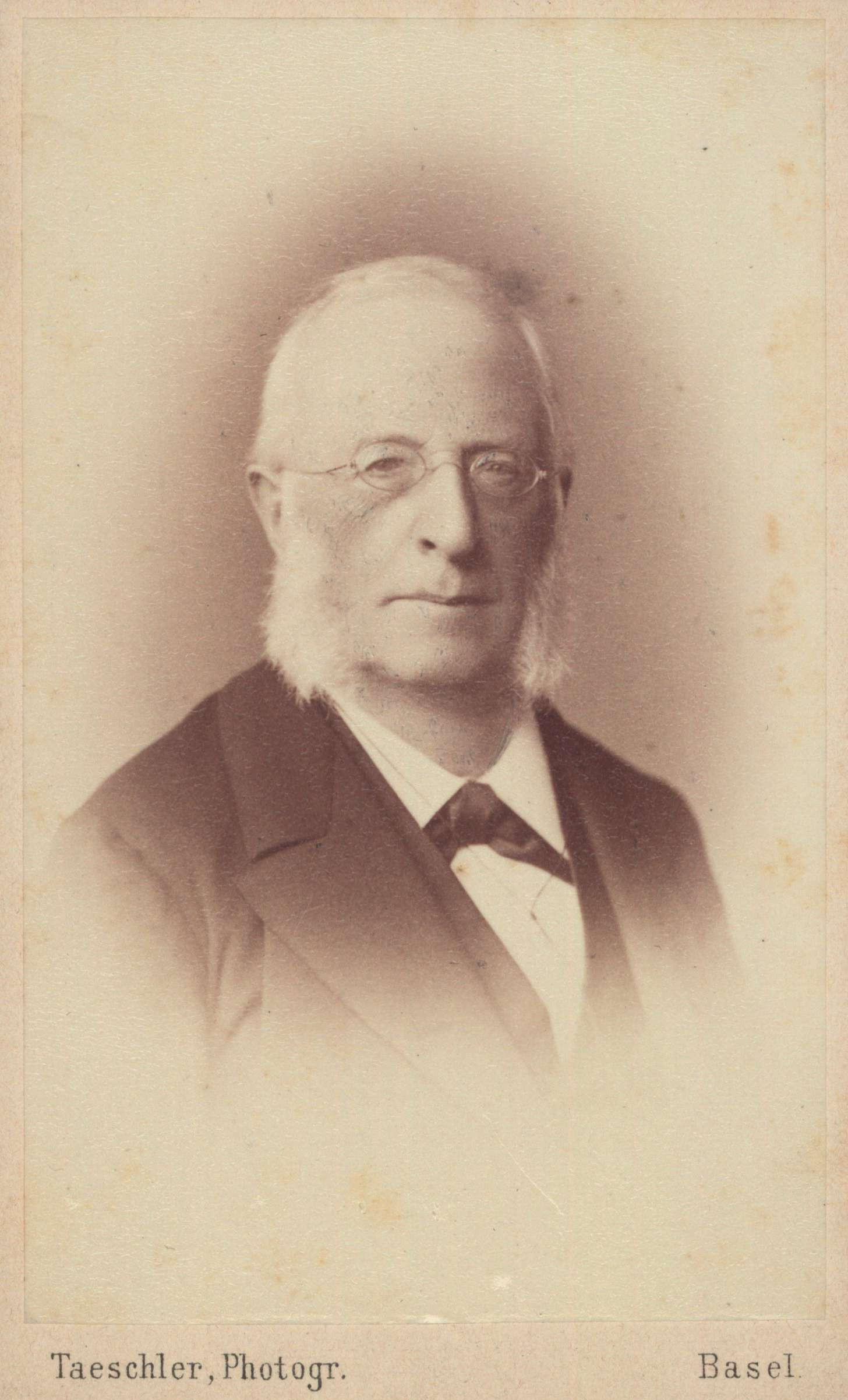
Karl Ferdinand Zimmermann (zwischen 1878 und 1888)

Carl Ferdinand Zimmermann (* 22. Juli 1816 in Straßburg; † 29. November 1889 in Basel) war ein Schweizer Geistlicher, Gymnasiallehrer und Orientalist.

## Leben und Wirken
Zimmermann wuchs teilweise in Koblenz bei seinen Eltern, teilweise bei Verwandten in Straßburg auf. Er studierte ab 1834 an der Universität Genf und ab 1837 an der Universität Basel Evangelische Theologie, erwarb 1844 das Basler Bürgerrecht und war dort zunächst Hilfsgeistlicher und Lehrer an einer Privatschule. Er gründete eine private Töchterschule und war ab 1848 am Basler Gymnasium und nach dessen Aufteilung 1852 als Lehrer, 1870 als Conrektor sowie von 1871 bis 1881 als Rektor am Realgymnasium. 1881 liess er sich davon entbinden und war nur noch Religionslehrer. 1887 ging er endgültig in den Ruhestand.
Neben seiner Lehrtätigkeit befasste er sich mit der Geographie des Orients, insbesondere des antiken Palästina. Er verfolgte auch die Ägyptologie und Assyriologie seiner Zeit. Er veröffentlichte historische Pläne mit der Rekonstruktion des antiken Jerusalem nach Vermessungen, die der Baurat Conrad Schick in Jerusalem durchführte. Er initiierte um 1876 die am 25. September 1877 mit der endgültigen Konstituierung in Wiesbaden erfolgte Gründung des Deutschen Vereins zur Erforschung Palästinas und war bis 1889 Mitglied in dessen geschäftsführendem Ausschuss.
Er war zweimal verheiratet und hatte neun Kinder. In zweiter Ehe war er mit einer Sophia geb. Bernoulli (1821–1902) verheiratet.

## Schriften (Auswahl)
- Geistliche Gesänge für den Militärgottesdienst. Basel 1847
- Predigt über I Könige XIX, 11–13 gehalten bei dem Militärgottesdienste, Sonntag den 30ten April 1848 in der Kirche zu St. Martin in Basel. Basel 1848
- Babylon. Historisch-topographische Mittheilungen. Schweighauser, Basel 1859 (Digitalisat)
- Karten und Pläne der Topographie des alten Jerusalem. Basel 1876 (4 Karten im Folio-Format mit 46 Seiten Text)
- unter Mitwirkung von Albert Socin: Plan des heutigen Jerusalem mit Umgebung nach W. Wilson's Aufnahme von 1864–1865 und C. Schick's Ergänzungen bis 1879 Winterthur [1880?] (Digitalisat)